# رومين بروكس
رومين بروكس (بالإيطالية: Romaine Brooks)‏ وولدت باسم بيتريس رومين غودارد (1 مايو 1874 - 7 ديسمبر 1970) هي رسامة تصويرية أمريكية نَشِطت في باريس وكابري. وهي متخصصة بفن التصوير، وتستخدم بالعادة لوحة ألوان هادئة يهيمن عليها اللون الرمادي. تجاهلت بروكس الحركات الفنية المعاصرة لها مثل التكعيبية والحوشية والرسم واتجهت نحو الحركات الرمزية والجَمَالِيَّة من القرن التاسع عشر وخاصة أعمال جيمس مكنيل ويسلر. وتفاوتت مواضيع لوحاتها من نماذج مجهولة إلى أرستقراطية. وهي تشتهر بتصويرها المرأة في لباس مخنث أو مذكر، بما في ذلك لوحة ذاتية لها في سنة 1923، وهي أكثر أعملها التي تم نسخها واعادة انتاجها على نطاق واسع.
على الرغم من أن عائلتها كانت ثرية، عاشت بروكس طفولة غير سعيدة بعد أن تخلى والدها المدمن على الكحول عن العائلة. كانت والدتها مضطربة عاطفيًا وشقيقها مريض عقليًا. أثرت طفولتها على حياتها كلها. أمضت عدة سنوات في إيطاليا وفرنسا كطالبة فنون فقيرة، ثم ورثت ثروة بعد وفاة والدتها في عام 1902. وقد منحتها الثروة حرية الاختيار. غالبًا ما كانت ترسم أشخاصًا مقربين منها، مثل الكاتب والسياسي الإيطالي غابرييل دانونزيو، والراقصة الأوكرانية إيدا روبنشتاين، وشريكتها منذ أكثر من 50 عامًا الكاتبة ناتالي بارني.
على الرغم من أنها عاشت حتى عام 1970، يعتقد أنها لم ترسم إلا القليل جدًا بعد عام 1925 على الرغم من الأدلة التي تشير إلى عكس ذلك. قامت بعمل سلسلة من الرسومات خلال الثلاثينيات مم القرن الماضي، باستخدام تقنيات غير مدروسة سبقت الرسم الآلي. أمضت وقتًا في مدينة نيويورك في منتصف الثلاثينيات من القرن الماضي، حيث أكملت صور كارل فان فيشتن وموريل درابر. العديد من أعمالها مفقودة، لكن النسخ الفوتوغرافية تشهد على أعمالها الفنية المستمرة.

## الحياة والوظيفة

### النشأة والتعليم
وُلدت رومين جودارد في روما، وهي الأصغر من بين ثلاثة أطفال للأمريكية إيلا جودارد وزوجها هنري جودارد الذي كان أيضًا أمريكيًا. انفصل والداها عندما كانت صغيرة، وهجر والدها الأسرة. نشأت بياتريس في نيويورك على يد والدتها غير المستقرة، التي أساءت معاملتها عاطفيًا. وفقًا لمذكراتها، عندما كانت في السابعة من عمرها، أعطتها والدتها لعائلة فقيرة تعيش في مسكن بمدينة نيويورك، ثم اختفت وتوقفت عن سداد المدفوعات المتفق عليها. استمرت الأسرة في رعايتها. وعلى الرغم من أنها غرقت في مزيد من الفقر، لم تخبرهم بالمكان الذي يعيش فيه جدها خوفًا من إعادته إلى والدتها. تسجل مصادر أخرى أنها التحقت بمدرسة للبنات في نيوجيرسي، ودير إيطالي ومدرسة سويسرية.
في عام 1893 عن عمر يناهز 19 عامًا، تركت جودارد عائلتها وذهبت إلى باريس. حصلت على بدل مادي ضئيل من والدتها، وأخذت دروسًا في الغناء، وغنت لبعض الوقت في ملهى، قبل أن تكتشف أنها حامل، حيث أنجبت طفلة في 17 فبراير من عام 1897. وضعت الرضيع في دير للرعاية، ثم سافرت إلى روما لدراسة الفن. كانت جودارد الطالبة الوحيدة في الفصل. لقد واجهت ما يسمى الآن بالتحرش الجنسي.
في صيف عام 1899، استأجرت استوديو في أفقر جزء من جزيرة كابري. على الرغم من بذلها قصارى جهدها، إلا أن أموالها لم تكن كافية. بعد عدة أشهر من الجوع، عانت من انهيار جسدي. في عام 1901، عادت إلى نيويورك بعد وفاة شقيقها، ثم والدتها بعد أقل من عام من مضاعفات مرض السكري. كانت جودارد في الثامنة والعشرين من عمرها عندما ورثت هي وشقيقتها ما تركه جدهما، مما جعلهما أثرياء بشكل مستقل.

## الحياة الشخصية
على الرغم من كونها مثلية، في 13 يونيو 1903، تزوجت جودارد من صديقها جون إللينغهام بروكس وحصلت على الجنسية البريطانية. كان عازف بيانو ومترجمًا غير ناجح وكان يعاني من صعوبات مالية كبيرة. كان مثليًا أيضًا، ولم تكشف جودارد أبدًا عن سبب زواجها منه. تشير أول كاتبة سيرة لها، ميريل سيكرست إلى أنها كانت مدفوعة بالاهتمام به والرغبة في الرفقة، بدلًا من الحاجة إلى زواج المصلحة. لكنها تركته بعد عام واحد فقط وانتقلت إلى لندن. أخافتها إشاراته المتكررة إلى كلمة (أموالنا)، إذ أن المال كان ميراثًا لها فقط. بعد انفصالهما، واصلت منح بروكس بدلًا قدره 300 جنيه إسترليني في السنة. عاش بشكل مريح في كابري، حتى وفاته بسرطان الكبد في عام 1929.

## المسار المهني

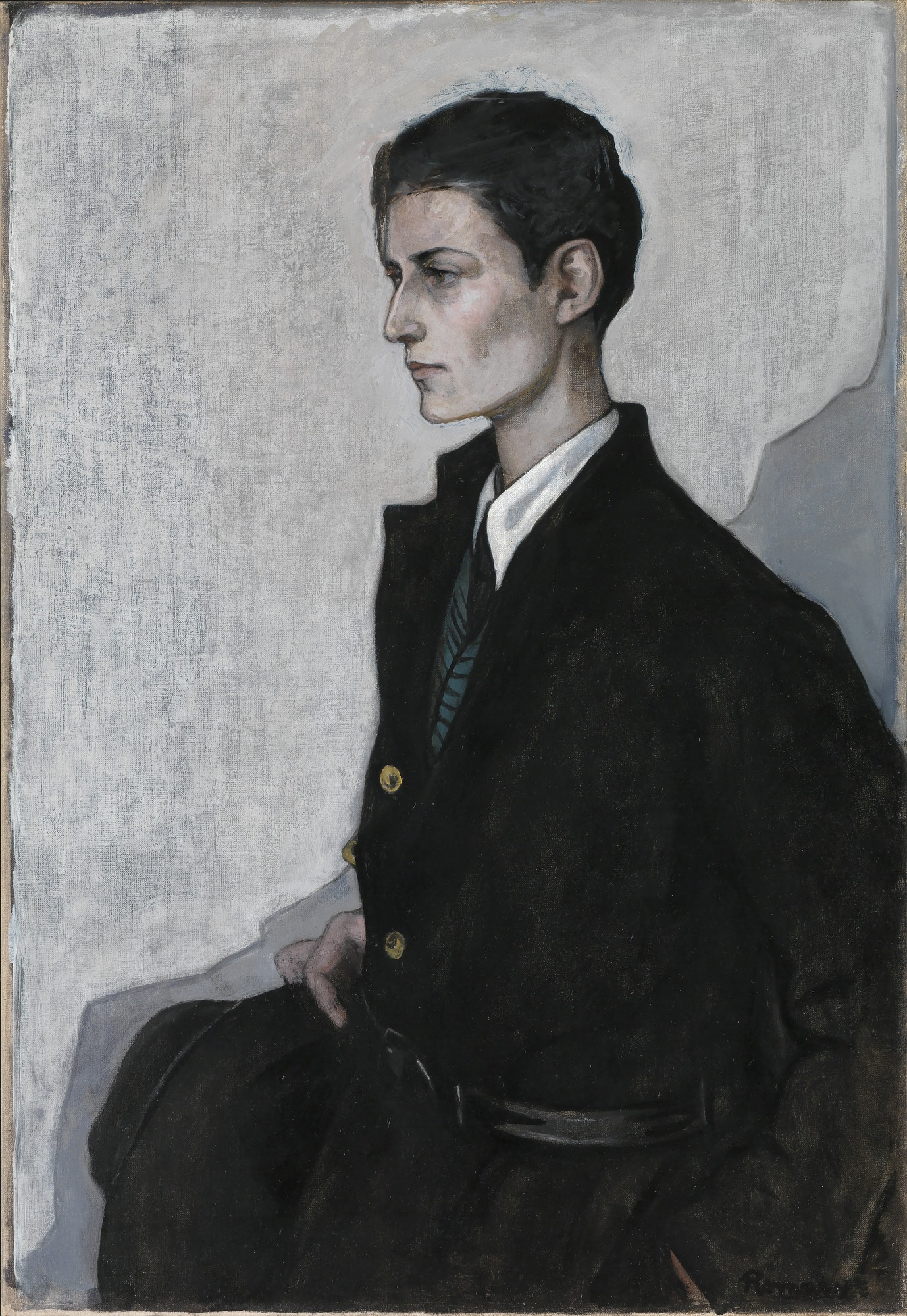
رسم "فتاة إنجليزية شابة" للرسامة رومين بروكس

في عام 1904، أصبحت رومين بروكس، غير راضية عن عملها، وخاصةً الألوان الزاهية التي استخدمتها في لوحاتها سابقًا. سافرت إلى سانت آيفز على ساحل الكورنيش، واستأجرت استوديو صغيرًا، وبدأت تتعلم إنشاء تدرجات أفضل للون الرمادي. عندما طلبت منها مجموعة من الفنانين المحليين تقديم عرض غير رسمي لعملها، لم تعرض سوى بعض قطع الورق المقوى التي طبعت عليها تجاربها بالطلاء الرمادي. منذ ذلك الحين، ربطت جميع لوحاتها تقريبًا بمخطط ألوان رمادي وأبيض وأسود. بحلول عام 1905، وجدت لوحة الألوان الخاصة بها، واستمرت في تطويرها طوال حياتها المهنية.

### أول معرض
غادرت بروكس سانت آيفز وانتقلت إلى باريس. كان الرسامون الشباب الفقراء مثل بابلو بيكاسو وهنري ماتيس يبدعون فنًا جديدًا في المقاطعات البوهيمية في مونبارناس ومونمارتر. في المقابل، أخذت بروكس شقة في الدائرة السادسة عشر العصرية، واختلطت في دوائر النخبة الاجتماعية، ورسمت صورًا لنساء ثريات.
في عام 1910، أقامت بروكس أول معرض منفرد لها في غاليري دوراند رويل المرموق، حيث عرضت ثلاثة عشر لوحة، معظمها من النساء أو الفتيات الصغيرات. كان بعضها صورًا؛ أظهرت لوحات أخرى نماذج مجهولة في المشاهد الداخلية أو ضد الخلفيات اللونية، غالبًا بتعبيرات متأصلة أو منعزلة. كانت اللوحات طبيعية بشكل عام، حيث تُظهر انتباهًا لتفاصيل الأزياء مع المظلات، والقبعات المتقنة المعروضة.
قامت بروكس بتضمين دراستين للعراة في هذا المعرض الأول وهو خيار لفنانة في عام 1910. في السترة الحمراء، تقف امرأة شابة، مرتدية سترة صغيرة مفتوحة، ويداها خلف ظهرها. بسبب قامتها الهزيلة وتعابير وجهها البائسة، أشار إحدى المراجعين المعاصرين إليها على أنها مستهلكة؛ وصفتها بروكس ببساطة بأنها فتاة فقيرة.

### غابرييل دانونزيو وإيدا روبنشتاين
في عام 1909، التقت بروكس بغابرييل دانونزيو، وهو كاتب وسياسي إيطالي جاء إلى فرنسا للهروب من ديونه. رأى فيها فنانة مبدعة؛ كتب قصائد بناءً على أعمالها ووصفها بـ (أعمق منسقة للألوان الرمادية في الرسم الحديث).
في عام 1911، انخرطت بروكس في علاقة عاطفية مع الممثلة والراقصة الأوكرانية اليهودية إيدا روبنشتاين. كانت روبنشتاين من المشاهير البارزين في عصرها وأثارت ضجة كبيرة من خلال الظهور في باليه سيرغ دياغيليف روس. كان لدى دانونزيو انجذاب مهووس ولكن بلا مقابل لروبنشتاين أيضًا. كانت روبنشتاين تحب بروكس بشدة. وأرادت شراء مزرعة في البلد حيث يمكن أن يعيشا معًا — لكن بروكس لم تكن مهتمة بنمط الحياة هذا.